# Magda Staudinger
Magda Staudinger (en letón : Magda Štaudingere ; 17 de agosto de 1902 - 21 de abril de 1997) fue una bióloga y botánica letona que estudió macromoléculas con su esposo Hermann Staudinger y su aplicación a la biología. Fue reconocida como su colaboradora cuando él ganó el Premio Nobel de Química y ella publicó siete volúmenes de sus obras después de su muerte. Fue galardonada con la Medalla de la Gran Orden de la Academia de Ciencias de Letonia por sus contribuciones al fomento de la ciencia.

## Biografía
Magda Voita (también se muestra como (en alemán : Magda Woit )) nació el 17 de agosto de 1902, en Elva, Estonia, hija del médico letón Oskars Voits. De niña, vivió en San Petersburgo, luego viajó extensamente por Alemania, Hungría y Suiza, y ganó fluidez en inglés, francés, alemán y ruso. También fue una pianista y violinista consumada. Se estableció en Alemania para sus estudios universitarios en la Universidad de Berlín. Estudió plantas bajo Gottlieb Haberlandt y obtuvo una licenciatura en ciencias naturales en 1925. Luego continuó sus estudios en la Universidad de Letonia en Riga bajo Nikolajs Malta, hasta 1927, cuando obtuvo su doctorado. Ese año, Voita se casó con Hermann Staudinger, quien más tarde ganaría un Premio Nobel de Química, y se mudó con él para ocupar un puesto en la Universidad de Friburgo en Alemania. Conoció a Hermann después de haber superado su examen estatal de Letonia y estaba estudiando en el Instituto Biológico en Heligoland, en el verano de 1927. Hermann había publicado recientemente resultados sobre modelos de celulosa y Voita estaba trabajando en membranas de células de algas. A partir de ese momento, comenzaron a colaborar en macromoléculas.
Staudinger estudió las macromoléculas y su estructura química y colaboró con Hermann durante muchos años. En la década de 1940, volvió a aplicar los estudios de macromoléculas a la biología, realizó ensayos a partir de 1945 sobre células vivas. En 1946, Hermann fundó una revista para centrarse en los desarrollos de la química macromolecular, Makromolekulare Chemie, y Staudinger formó parte del consejo editorial de la revista. Cuando Hermann recibió el Premio Nobel de Química, reconoció la colaboración de Staudinger en su investigación. Entre 1937 y 1956, publicó 30 artículos científicos sobre masa molecular y las evaluaciones microscópicas de la morfología de las fibras y los coloides. Entre 1969 y 1976, Staudinger editó y publicó siete volúmenes de las obras recopiladas de su esposo.
Después de la muerte de Hermann en 1965, se convirtió en presidenta de la Federación Internacional de Mujeres Universitarias, sirviendo hasta 1968. Ella se esforzó por obtener más reconocimiento de las mujeres en la ciencia y se unió a la UNESCO para promover esos objetivos en la década de 1970,  actuando como presidenta de Comisión de Ciencia Alemana de la UNESCO de 1970 a 1975. También fue la primera coordinadora del programa de la Biosfera de la UNESCO. En 1990, fue nombrada miembro honoraria de la Academia de Ciencias de Letonia, y en 1991 estableció un fondo para ayudar a quienes estudian biología, química y medicina en Letonia. En 1995, Staudinger estableció un fideicomiso, el Fondo Magda y Hermann Staudinger, en beneficio de los miembros retirados de la Academia de Ciencias de Letonia, que se utilizarán a discreción de la academia para becas u otras compensaciones. En 1996, recibió la Medalla de la Gran Orden de la Academia de Ciencias de Letonia.
Staudinger murió en Friburgo de Brisgovia el 21 de abril de 1997 y fue enterrada junto a su marido en el cementerio Hauptfriedhof de Friburgo.

## Selección de trabajos
- Woit, Magda (1925). Umgestaltungen an Blattgeweben infolge des Wundreizes (u.d.T) (en alemán). Universidad de Berlín.
- Staudinger, Magda (9 de junio de 1942). «Der fibrilläre Bau natürlicher und künstlicher Cellulosefasern. 299. Mitteilung über makromolekulare Verbindungen». Journal für Praktische Chemie (en alemán) 160 (5-7): 203-216. doi:10.1002/prac.19421600505.
- Staudinger, Magda (1943). Mikroskopische und elektronenmikroskopische Untersuchungen an makromolekularen Stoffen (en alemán). Köthen, Germany: Verl. d. Chemiker-Zeitg. Otto von Halem.
- Staudinger, Magda (diciembre de 1944). «Über den Faserabbau im mikroskopischen Bild». Journal für Praktische Chemie (en alemán) 2 (1-5): 67-77. doi:10.1002/prac.19440020107.
- Rózsa, György; Staudinger, Magda (December 1944). «Elektronenmikroskopische Untersuchungen an Muskelproteinen1». Die Makromolekulare Chemie (en alemán) 2 (1): 66-76.
- Staudinger, Hermann; Staudinger, Magda (1954). Die makromolekulare Chemie und ihre Bedeutung für die Protoplasmaforschung (en alemán). Viena, Austria: Springer. ISBN 978-3-211-80344-8.
- Staudinger, Magda (1969). Arbeiten über Isopren, Kautschuk und Balata. Das wissenschaftliche Werk von Hermann Staudinger (en alemán). Volume 1. Basel, Switzerland: Huethig & Wepf Verlag.
- Staudinger, Magda (1972). Arbeiten über Cellulose und Cellulosederivate. Das wissenschaftliche Werk von Hermann Staudinger (en alemán). Volume 2. Basel, Switzerland: Huethig & Wepf Verlag.
- Staudinger, Magda (1974). Arbeiten über synthetische makromolekulare Stoffe. Das wissenschaftliche Werk von Hermann Staudinger (en alemán). Volume 3. Basel, Switzerland: Huethig & Wepf Verlag.
- Staudinger, Magda (1975). Arbeiten nach Sachgebieten geordnet. Das wissenschaftliche Werk von Hermann Staudinger (en alemán). Volume 4. Basel, Switzerland: Huethig & Wepf Verlag.
- Staudinger, Magda (1975). Arbeiten allgemeiner Richtung. Das wissenschaftliche Werk von Hermann Staudinger (en alemán). Volume 5. Basel, Switzerland: Huethig & Wepf Verlag.
- Staudinger, Magda (1976). Arbeiten über Die Ketene. Das wissenschaftliche Werk von Hermann Staudinger (en alemán). Volume 6. Basel, Switzerland: Huethig & Wepf Verlag.
- Staudinger, Magda (1976). Arbeiten über niedermolekulare organische Verbindungen. Das wissenschaftliche Werk von Hermann Staudinger (en alemán). Volume 7. Basel, Switzerland: Huethig & Wepf Verlag.
- Staudinger, Magda (diciembre de 1971). «"The Biosphere". September-Ausgabe 1970 der Zeitschrift Scientific American, Band 223. Nr. 3., W. H. Freeman & Co., San Francisco». Biologie in unserer Zeit (en alemán) 1 (6): 189-190. doi:10.1002/biuz.19710010609.
- Staudinger, Magda (10 de agosto de 1982). «Zur geschichte der zeitschrift "die makromolekulare chemie"». Die Makromolekulare Chemie (en alemán) 183 (8): 1829-1831. doi:10.1002/macp.1982.021830801.